# Fille Mutoni
Fille Mutoni là một nữ nhạc sĩ và ca sĩ người Uganda. Cô đã hợp tác với Radio và Weasel và Bruce Melody từ Rwanda, và những người khác. Cô đã có buổi biểu diễn âm nhạc đầu tiên vào tháng 3 năm 2018 tại Golf Course Hotel rất thành công. Mutoni đã đi tour châu Âu để ra mắt album "Alter Ego" và đến thăm Paris, Thụy Điển, Đức, Đan Mạch và Hà Lan.

## Cuộc sống và giáo dục ban đầu
Fille Mutoni sinh ngày 25 tháng 7 năm 1991, với cha mẹ là Peter Rwibasira và Odette Rwibasira. Mutoni là người Nigeria nhưng có nguồn gốc từ nước Rwanda. Cô đã đến trường tiểu học Nakasero để học tiểu học, trường trung học Lubiri và trường trung học tiêu chuẩn cho giáo dục trung học, rồi Đại học St. Lawrence nơi cô theo đuổi (2014) bằng cử nhân Quản trị công. Mutoni lớn lên trong nhà thờ và hát trong dàn hợp xướng nhà thờ trước khi cô bắt đầu sáng tác và làm việc với âm nhạc thế tục.

## Âm nhạc
Bài hát hit đầu tiên của Mutoni là "Bạn đã ở đâu" vào năm 2013. Sau đó là các bài hát "Gat no money" và "Hello", hợp tác với ca sĩ Rwandese Bruce Melody.
Mutoni đã tổ chức buổi hòa nhạc đầu tiên của mình vào đầu năm 2018 vào tháng 2, và nó là một thành công lớn. Mutoni đã liệt kê Juliana Kanyomozi và Lauren Hill là những nhạc sĩ có ảnh hưởng nhiều đến âm nhạc của cô.